# Syndesmos gia ta Dikaiomata tis Gynaikas
Syndesmos gia ta Dikaiomata tis Gynaikas (SDG)  är en organisation för kvinnors rättigheter i Grekland, grundad 1920.   Det var den första rösträttsföreningen för kvinnor i Grekland. 
Kvinnorörelsen i Grekland var svag, och de tidiga kvinnoföreningarna, som från 1908 arbetade under paraplyorganisationen Ethniko Symvoulio Hellenidon (ESE), fokuserade endast på utbildning, yrkesliv och välgörenhetsaktivitet under parollen om samhällsmoderlighet och berörde inte rösträtten, vilket var orsaken till att SDG grundades av Avra Theodoropoulou under inspiration av utlandet. Föreningen arbetade initialt i samarbete med parlamentet, men gav upp sedan detta inte ville sträcka sig längre än ett förslag på införande av villkorlig lokal rösträtt för vissa kvinnor år 1927, ett förslag som parlamentet ändå inte ville lägga fram. Diktaturen 1936 blockerade all feministisk aktivitet. Kvinnlig rösträtt infördes inte förrän efter internationella påtryckningar 1952. 